# Universal Disk Format
Pour les articles homonymes, voir UDF.
 (juin 2013).
Si vous disposez d'ouvrages ou d'articles de référence ou si vous connaissez des sites web de qualité traitant du thème abordé ici, merci de compléter l'article en donnant les références utiles à sa vérifiabilité et en les liant à la section « Notes et références ».
Le Universal Disk Format  ou UDF  (anglais pour « format universel de disque ») est un format de système de fichier pour les supports de masse (Disque durs, périphérique de flash USB, SSD, ...) et les disques optiques (CD-RW et CD-R, DVD-R, Bluray, etc.). Ce format est ouvert, indépendant du système d'exploitation, sans royalties, et normalisé (ISO/IEC 13346 et ECMA-167).
Par sa conception, il est adapté à l'écriture par modifications incrémentales sur les supports enregistrable une seule fois ou réinscriptibles. Ce format est maintenu par l'Optical Storage Technology Association.
L'UDF permet de créer, d'effacer et de modifier des fichiers même sur des disques optiques inscriptibles une seule fois, en utilisant les multi-sessions.

## Description
L’écriture par paquets permet aux CD d’être écrits partiellement en utilisant des enregistrements de taille fixe ou variable sur plusieurs sessions. Les CD-RW et CD-R écrits par paquets de tailles variables peuvent (généralement) être « fermés » au format ISO 9660 en écrivant simplement la table des matières sur le CD. Le formatage en paquets de taille fixe ne peuvent pas être « fermés » au format ISO 9660 mais peuvent être directement écrits et ré-écrits. Le formatage en taille fixe réduit la capacité d’environ 20 % relativement au même médium formaté en ISO 9660 ou en paquets de tailles variables.
Différents systèmes d’exploitation offrent un support pour le format ISO 9660, sauf si des pilotes sont chargés. L’information au format UDF ne peut donc pas être utilisée ou écoutée sans « fermer » le fichier au format ISO 9660. Une fois « fermé », un CD-ROM ne peut être « rouvert ».
Plus généralement, UDF est une spécification de format d’un système de fichiers pour stocker les fichiers sur des médias enregistrables, principalement des médias aux conditions de ré-écriture limitées, comme :
- magnéto-optique ;
- DVD (dont DVD-ROM, DVD-R et autres) ;
- CD-R, CD-RW.

En pratique, UDF est le successeur d’ISO 9660, supportant de plus grands fichiers, de plus grands disques et plus d’information sur les fichiers et répertoires (par exemple : il comprend le support des propriétés des fichiers spéciaux, comme les types de fichiers d’Apple, les Resource Forks, et d’autres données spécifiques aux systèmes d’exploitation). Le Format ISO/UDF est un format hybride qui fonctionne comme UDF, mais qui est compatible avec le format ISO 9660.
Parmi les 3 formats universels (FAT32, exFAT et UDF), ce format est technologiquement le plus avancé . C'est le format à privilégier pour partager un disque entre les systèmes Linux / Mac / Windows une fois que vous vous êtes affranchi des problèmes de compatibilité (voir la section Compatibilité plus bas)

## Utilisation
Il est principalement utilisé pour les disques DVD-Vidéo, mais aussi par les logiciels comme DirectCD pour Windows de Roxio, Write UDF de Software Architects ou le logiciel freeware CDBurnerXP.
Il peut être utilisé aussi sur tout autre unité de stockage.
- Sous Linux et MacOs en ligne de commande avec la commande udftools [3]. Exemple : mkudffs --media-type=hd --blocksize=512 /dev/sdx (ATTENTION : cette commande efface le lecteur. Remplacer sdx par le bon lecteur)
- Sous Windows en ligne de commande avec la commande format [4].  Exemple : format x: /fs:UDF (ATTENTION : cette commande efface le lecteur. Remplacer x: par le bon lecteur, ne pas utiliser /q )

## Compatibilité
Le format UDF est ouvert et compatible avec tous les systèmes d'exploitation. Si cela fonctionne bien avec les disques optiques, la réalité est un peu différente quand on formate soi-même un disque interne ou clef USB. Effectivement, Windows ajoute une contrainte sur la taille des blocs physiques et logiques. macOS ajoute une contrainte sur le partitionnement .
Pour une compatibilité totale Windows / Linux / Mac, il semblerait qu'il faille utiliser l'outil format-udf depuis Linux.

## Versions
Différentes versions de la norme UDF :
| Révision | date de publication | Fonctionnalités majeures                                                                                    |
| -------- | ------------------- | --- |
| 1.02     | 08-1996             | Première version. Pour les médias en lecture seulement et les disques durs.                                 |
| 1.50     | 02-1997             | Les médias inscriptibles une seule fois semblent être des médias modifiables. Gestion des blocs défectueux. |
| 2.00     | 04-1998             | Ajout des flux nommés.                                                                                      |
| 2.01     | 03-2000             | Corrections d'erreurs mineures.                                                                             |
| 2.50     | 04-2003             | Ajout de la partition de métadonnées pour améliorer les performances.                                       |
| 2.60     | 03-2005             | Ajout d'une partition de pseudo-surcharge.                                                                  |